# Lacul Texcoco

Lacul Texcoco

Lacul Texcoco (spaniolă Lago de Texcoco) este un lac natural din Valea Mexicului.